# Gran Premi Šenčur
El Gran Premi Šenčur fou una competició ciclista d'un sol dia que es disputà a Šenčur (Eslovènia). La primera edició es disputà el 1999 i la darrera el 2015. Des del 2013 passà a formar part del calendari de l'UCI Europa Tour. La cursa era organitzada pel Kolesarsko društvo sencur.

## Palmarès
| Any  | Vencedor        | Segon           | Tercer          |
| ---- | --------------- | --------------- | --------------- |
| 1999 | Boštjan Mervar  | Milan Erzen     | Matej Stare     |
| 2000 | Rajko Petek     | Gregor Zajc     | Borut Božič     |
| 2001 | Zoran Klemenčič | Matej Marin     | Gregor Zajc     |
| 2002 | Dean Podgornik  | Borut Božič     | Gregor Zajc     |
| 2003 | Dean Podgornik  | Matija Kvasina  | Uroš Murn       |
| 2004 | Matej Stare     | Vladimir Kerkez | Rok Jerse       |
| 2005 | Andrej Hauptman | Matej Stare     | Boris Premuzic  |
| 2006 | Matej Stare     | Gregor Gazvoda  | Miha Svab       |
| 2007 | Aldo Ino Ilešič | Matej Stare     | Jure Kocjan     |
| 2008 | Mitja Mahorič   | David Tratnik   | Gregor Gazvoda  |
| 2009 | Marko Kump      | Matej Stare     | Boštjan Rezman  |
| 2010 | Vladimir Kerkez | Mitja Mahorič   | Matija Kvasina  |
| 2011 | Jure Zrimšek    | Mitja Mahorič   | Matej Marin     |
| 2012 | Luka Mezgec     | Blaž Furdi      | Robert Jenko    |
| 2013 | Radoslav Rogina | Matej Marin     | Remco Broers    |
| 2014 | No disputat     | No disputat     | No disputat     |
| 2015 | Martin Otoničar | Luka Pibernik   | Aldo Ino Ilešič |